# Montroy (Valencia)
Montroy (spanisch) oder Montroi (valencianisch) (beide Namen sind offiziell) ist eine Gemeinde (Municipio) mit 3.477 Einwohnern (Stand: 2024) in der spanischen Provinz Valencia. Sie befindet sich in der Comarca Ribera Alta.

## Geografie
Montroy liegt etwa 26 Kilometer südwestlich von Valencia in einer Höhe von ca. 135 m. 

## Demografie
| 1900 | 1930 | 1950 | 1970 | 1981 | 1991 | 2001 | 2011 | 2021 |
| ---- | ---- | ---- | ---- | ---- | ---- | ---- | ---- | ---- |
| 1508 | 1327 | 1519 | 1322 | 1342 | 1481 | 1591 | 2928 | 3069 |

## Sehenswürdigkeiten
- Verteidigungsturm aus dem 13. Jahrhundert
- Bartholomäuskirche

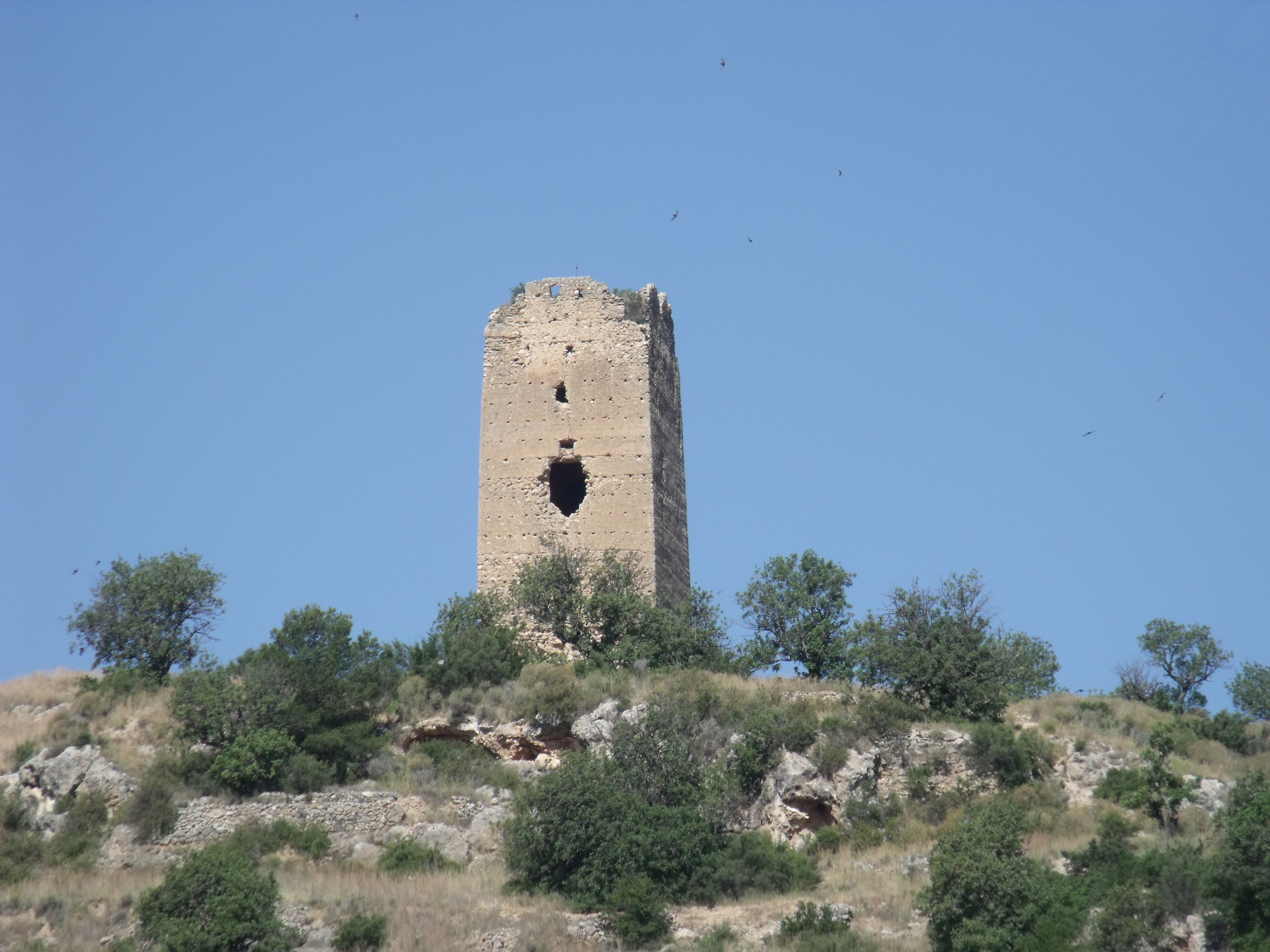
Maurischer Verteidigungsturm
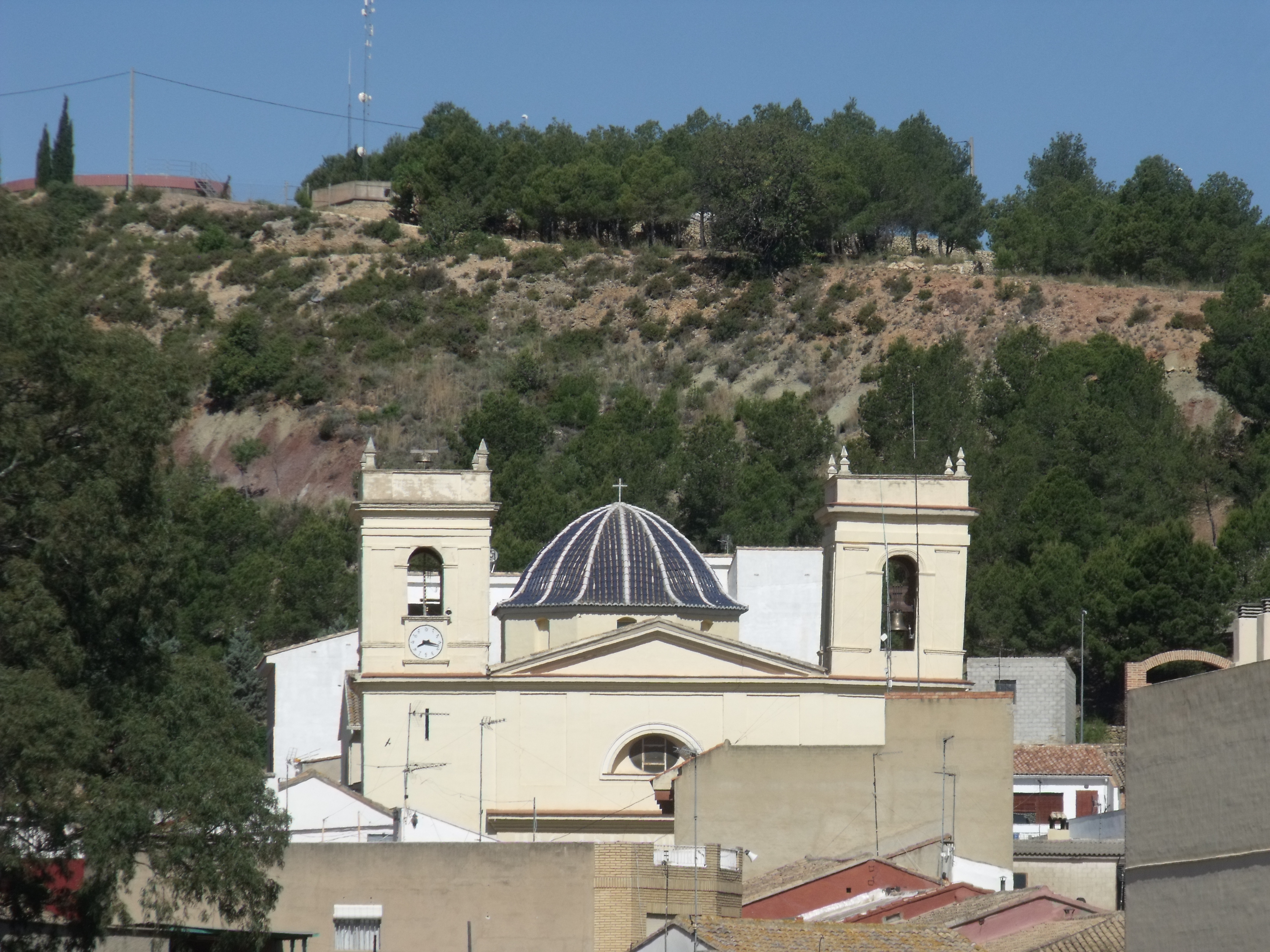
Bartholomäuskirche